# Dryadella susanae
Dryadella susanae là một loài thực vật có hoa trong họ Lan. Loài này được (Pabst) Luer mô tả khoa học đầu tiên năm 1978.